# Androstephium caeruleum
Androstephium caeruleum är en sparrisväxtart som först beskrevs av Scheele, och fick sitt nu gällande namn av Edward Lee Greene. Androstephium caeruleum ingår i släktet Androstephium och familjen sparrisväxter. Inga underarter finns listade i Catalogue of Life.

## Bildgalleri

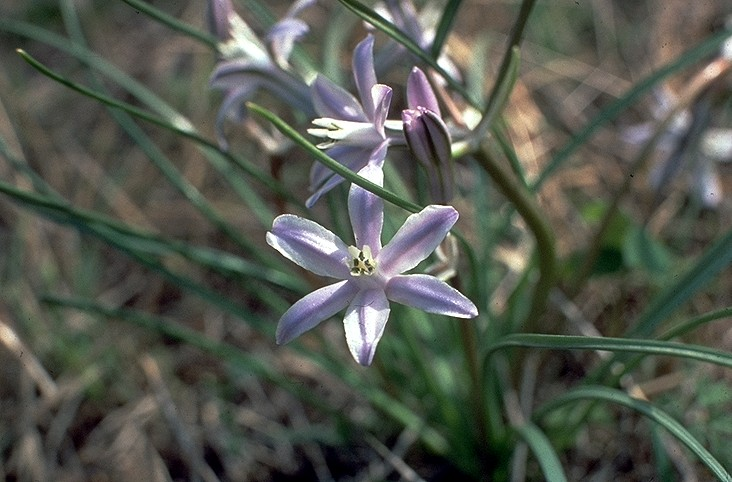